# Islam4UK
«Islam4UK» — радикальная исламистская группа, действовавшая в Великобритании. Её деятельность была запрещена актом против терроризма (англ. Terrorism Act 2000) 14 января 2010 года. Islam4UK возглавлял Анджем Чудари.

## Цель Islam4UK
На своём веб-сайте Islam4UK описывала себя так:
http://www.islam4uk.com/about-us:

Islam4UK была создана честными мусульманами в качестве платформы для распространения высшей исламской идеологии внутри Соединённого Королевства как божественной альтернативы законов созданных людьми.
Оригинальный текст (англ.)Islam4UK has been established by sincere Muslims as a platform to propagate the supreme Islamic ideology within the United Kingdom as a divine alternative to man-made law.

Цель Islam4UK описывалась как:
там же:

Далее, проживая в Британии, мы намереваемся убедить Британское общество в превосходстве Ислама и разоблачить ошибочность созданных людьми законов, изменив тем самым общественное мнение в пользу Ислама … с целью введения Шариата (здесь в Британии).
Оригинальный текст (англ.)Subsequently, living in Britain we target to convince the British public about the superiority of Islam and expose the fallacies of man-made law, thereby changing public opinion in favour of Islam ... in order to implement the Sharee’ah (here in Britain).

## Деятельность
16 октября 2009 года членами Islam4UK были организованы акции протеста против приезда в Британию голландского политика Герта Вилдерса. Протестующие несли баннеры с лозунгами «Шариат является решением, свобода отправляйся в ад» (Shariah is the solution, freedom go to hell) и «Герт Вилдерс заслуживает исламского наказания» (Geert Wilders deserves Islamic punishment).
В январе 2010 года группа привлекла широкое внимание СМИ, озвучив планы пройти маршем протеста через Уоттон Бассетт. Слухи о том, что Islam4UK планировала нести во время шествий пустые гробы в память о тысячах погибших мусульман не подтвердились. Чоудери заявил, что шествие будет носить мирный характер и не пересечется по времени с траурными мероприятиями.
Британский премьер Гордон Браун заявил, что планирующийся марш «отвратителен <…> и оскорбление семей погибших и раненых военнослужащих будет совершенно неприемлемым». Министр внутренних дел Алан Джонсон заявил, что он удовлетворит любое обращение полиции Уилтшира (англ. Wiltshire Police) или органов местного управления (англ. Local government in England) о запрете марша согласно пункту 13 закона об общественном порядке 1986 года (англ. Public Order Act 1986)
Чоудери заявил, что он выбрал для проведения марша Уоттон Бассетт для того, чтобы привлечь максимум внимания к акции, также он сообщил, что 500 членов группы будут нести «символические гробы» в память о мирных мусульманских гражданах, убитых «беспощадными» силами коалиции.

## Запрет Islam4UK
Комментируя запрет группы, министр внутренних дел Алан Джонсон заявил: «Она уже была запрещена под двумя другими именами — Аль Гураба и Секта Спасителя». Islam4UK выпустила заявление, прокомментировав своё запрещение так: «Этот запрет это ещё один гвоздь в гроб капитализма и ещё один признак возрождения ислама и мусульман». Цель группы была пересмотрена: «Однажды мы освободим наши земли от оккупации, а шариат будет действовать не только в мусульманских странах, но и прямо здесь, в Великобритании. Это то, во что мы верим и то, чему мы сами станем свидетелями».
Запрет Islam4UK критиковался как «удар по свободе слова», подрывающий «усилия правительства по предотвращению экстремизма».